# Renk, Nam Sudan
Renk là một thị trấn thuộc bang Thượng Nin, Nam Sudan. Vào năm 2008, dân số của thị trấn là 69.079 người.

## Địa lý
Renk nằm ở quận Renk, phía đông bắc của Nam Sudan, gần biên giới quốc tế với Cộng hòa Sudan. Vị trí này cách thủ đô Juba khoảng 970 km về phía bắc.

### Khí hậu
| Dữ liệu khí hậu của Renk, Nam Sudan (1961–1990) | Dữ liệu khí hậu của Renk, Nam Sudan (1961–1990) | Dữ liệu khí hậu của Renk, Nam Sudan (1961–1990) | Dữ liệu khí hậu của Renk, Nam Sudan (1961–1990) | Dữ liệu khí hậu của Renk, Nam Sudan (1961–1990) | Dữ liệu khí hậu của Renk, Nam Sudan (1961–1990) | Dữ liệu khí hậu của Renk, Nam Sudan (1961–1990) | Dữ liệu khí hậu của Renk, Nam Sudan (1961–1990) | Dữ liệu khí hậu của Renk, Nam Sudan (1961–1990) | Dữ liệu khí hậu của Renk, Nam Sudan (1961–1990) | Dữ liệu khí hậu của Renk, Nam Sudan (1961–1990) | Dữ liệu khí hậu của Renk, Nam Sudan (1961–1990) | Dữ liệu khí hậu của Renk, Nam Sudan (1961–1990) | Dữ liệu khí hậu của Renk, Nam Sudan (1961–1990) |
| Tháng                                           | 1                                               | 2                                               | 3                                               | 4                                               | 5                                               | 6                                               | 7                                               | 8                                               | 9                                               | 10                                              | 11                                              | 12                                              | Năm                                             |
| ----------------------------------------------- | ----------------------------------------------- | ----------------------------------------------- | ----------------------------------------------- | ----------------------------------------------- | ----------------------------------------------- | ----------------------------------------------- | ----------------------------------------------- | ----------------------------------------------- | ----------------------------------------------- | ----------------------------------------------- | ----------------------------------------------- | ----------------------------------------------- | ----------------------------------------------- |
| Cao kỉ lục °C (°F)                              | 42.2 (108.0)                                    | 43.3 (109.9)                                    | 47.3 (117.1)                                    | 45.6 (114.1)                                    | 44.7 (112.5)                                    | 40.0 (104.0)                                    | 40.2 (104.4)                                    | 38.5 (101.3)                                    | 40.0 (104.0)                                    | 41.6 (106.9)                                    | 41.6 (106.9)                                    | 41.3 (106.3)                                    | 47.3 (117.1)                                    |
| Trung bình ngày tối đa °C (°F)                  | 32.6 (90.7)                                     | 35.0 (95.0)                                     | 38.6 (101.5)                                    | 40.5 (104.9)                                    | 39.1 (102.4)                                    | 36.0 (96.8)                                     | 33.0 (91.4)                                     | 32.2 (90.0)                                     | 33.5 (92.3)                                     | 36.1 (97.0)                                     | 35.9 (96.6)                                     | 33.2 (91.8)                                     | 35.5 (95.9)                                     |
| Trung bình ngày °C (°F)                         | 23.9 (75.0)                                     | 25.5 (77.9)                                     | 29.3 (84.7)                                     | 31.4 (88.5)                                     | 31.7 (89.1)                                     | 29.7 (85.5)                                     | 27.7 (81.9)                                     | 27.3 (81.1)                                     | 27.7 (81.9)                                     | 28.9 (84.0)                                     | 27.7 (81.9)                                     | 25.0 (77.0)                                     | 28.0 (82.4)                                     |
| Tối thiểu trung bình ngày °C (°F)               | 15.3 (59.5)                                     | 15.9 (60.6)                                     | 19.9 (67.8)                                     | 22.3 (72.1)                                     | 24.3 (75.7)                                     | 23.3 (73.9)                                     | 22.3 (72.1)                                     | 22.4 (72.3)                                     | 21.9 (71.4)                                     | 21.7 (71.1)                                     | 19.6 (67.3)                                     | 16.8 (62.2)                                     | 20.5 (68.9)                                     |
| Thấp kỉ lục °C (°F)                             | 10.4 (50.7)                                     | 9.9 (49.8)                                      | 12.4 (54.3)                                     | 13.8 (56.8)                                     | 17.0 (62.6)                                     | 18.0 (64.4)                                     | 16.5 (61.7)                                     | 15.1 (59.2)                                     | 17.0 (62.6)                                     | 12.9 (55.2)                                     | 11.0 (51.8)                                     | 7.6 (45.7)                                      | 7.6 (45.7)                                      |
| Lượng Giáng thủy trung bình mm (inches)         | 0.0 (0.0)                                       | 0.0 (0.0)                                       | 0.8 (0.03)                                      | 3.3 (0.13)                                      | 32.1 (1.26)                                     | 75.4 (2.97)                                     | 119.2 (4.69)                                    | 105.4 (4.15)                                    | 92.6 (3.65)                                     | 44.2 (1.74)                                     | 2.2 (0.09)                                      | 0.0 (0.0)                                       | 475.2 (18.71)                                   |
| Số ngày giáng thủy trung bình (≥ 0.1 mm)        | 0.0                                             | 0.0                                             | 0.3                                             | 0.6                                             | 3.0                                             | 6.5                                             | 9.7                                             | 9.9                                             | 7.5                                             | 4.0                                             | 0.3                                             | 0.0                                             | 41.8                                            |
| Độ ẩm tương đối trung bình (%)                  | 35                                              | 31                                              | 25                                              | 26                                              | 38                                              | 50                                              | 65                                              | 69                                              | 65                                              | 53                                              | 36                                              | 36                                              | 44.1                                            |
| Số giờ nắng trung bình tháng                    | 297.6                                           | 268.8                                           | 282.1                                           | 282.0                                           | 263.5                                           | 195.0                                           | 167.4                                           | 176.7                                           | 192.0                                           | 254.2                                           | 291.0                                           | 294.5                                           | 2.964,8                                         |
| Phần trăm nắng có thể                           | 84                                              | 82                                              | 76                                              | 76                                              | 68                                              | 51                                              | 43                                              | 46                                              | 53                                              | 70                                              | 84                                              | 83                                              | 68                                              |
| Nguồn: NOAA                                     |                                                 |                                                 |                                                 |                                                 |                                                 |                                                 |                                                 |                                                 |                                                 |                                                 |                                                 |                                                 |                                                 |

## Kinh tế
Nền kinh tế của Renk chủ yếu dựa vào nông nghiệp tự cung tự cấp và chăn nuôi du mục. Tuy nhiên, các nghiên cứu địa chất đã xác định được các mỏ dầu khí quan trọng ở quận Renk và các khu vực khác của bang Thượng Nin. Việc khai thác tối đa các mỏ này vẫn chưa được tiến hành. Thị trấn Renk sản xuất gôm Ả Rập, gôm chua và vừng.

## Giao thông
Có một con đường chính đi qua thị trấn. Về phía nam, nó dẫn đến thành phố Malakal, thủ phủ bang Thượng Nin. Về phía bắc, con đường dẫn đến hai thành phố Rabak và Kosti ở bang Nin Trắng thuộc Cộng hòa Sudan. Renk cũng có một sân bay nhỏ.